# El Paraíso, Huitzilan de Serdán
El Paraíso är en ort i Mexiko.   Den ligger i kommunen Huitzilan de Serdán och delstaten Puebla, i den sydöstra delen av landet, 160 km öster om huvudstaden Mexico City. El Paraíso ligger 779 meter över havet och antalet invånare är 292.
Terrängen runt El Paraíso är bergig söderut, men norrut är den kuperad. Runt El Paraíso är det ganska tätbefolkat, med 129 invånare per kvadratkilometer. Närmaste större samhälle är Olintla, 12,1 km norr om El Paraíso. I omgivningarna runt El Paraíso växer huvudsakligen savannskog.